# In My Arms
„In My Arms“ је песма аустралијске певачице Кајли Миног. Објављена је као трећи сингл са њеног десетог студијског албума X у 17. фебруара 2008. у издању Парлофон.

## Информација о песми
Песму су написали Миног, Пол Харис, Џулијан Пик, Ричард Стенард и Келвин Харис, а продуценти су Стенард и Харис. Песма је објављена као други сингл с албума у Европи у фебруару 2008. године, а као трећи сингл са албума у Великој Британији и Аустралији у 5. маја 2008. године. У Средњој Америци сингл је био доступан само у том формату.

## Успех на топ листама
У Белгији, песма је дебитовала на топ лествици на 33. месту у Фландрији у 3. фебруара 2008. године. Следеће недеље попела се на 14. место. Песма је такође била успешна на белгијској службеној топ лествици Валоније, где је доспела на 11. место.
У Румунији, "In My Arms" је постигла значајан успех, а на службеној топ лествици је завршила на првом месту. Такође је постигла значајан успех у Пољској, где је завршила на 4. месту и остала између првих 5 места две недеље. "In My Arms" је први сингл Миног, после сингла "Slow", који је доспео на једно од првих 10 места у Грчкој и Немачкој са освојеним 8. местом на службеним топ-листама, ас десетим местом на француској топ-листи синглова и другим на француској листи дигиталног преузимања постао је и њен највећи хит у Француској после "Can't Get You Out of My Head". Песма је доспела између првих 20 позиција на топ лхествицама у Шведској, Аустрији и Холандији. Сингл је у Уједињеном Краљевству завршио на 69. месту на топ лествици дигиталног преузимања, идуће недеље попео се на 46. место. Доспјела је на 35 место на листи синглова, те провела само две недеље у топ 50. У САД песма није објављена у CD сингл формату.

## Листа песама
CD сингл 1
1. "In My Arms" – 3:32
2. "Cherry Bomb" – 4:17

CD сингл 2
1. "In My Arms" – 3:32
2. "Do It Again" – 3:21
3. "Carried Away" – 3:14

Британски CD сингл 1
1. "In My Arms" – 3:32
2. "Can't Get You Out of My Head" (Greg Kurstin Remix)

Британски CD сингл 2
1. "In My Arms" – 3:32
2. "In My Arms" (Death Metal Disco Scene Remix) – 5:42
3. "In My Arms" (Sebastien Leger Mix) – 7:05
4. "In My Arms" (Видео-спот)

Аустралијски CD
1. "In My Arms" – 3:32
2. "In My Arms" (Death Metal Disco Scene Remix) – 5:42
3. "In My Arms" (Sebastien Leger Mix) – 7:05
4. "Can't Get You Out Of My Head" (Greg Kurstin Remix)

## Историја објављивања
| Држава               | Датум              | Формат                            |
| -------------------- | ------------------ | --------------------------------- |
| Европа               | 17. фебруара 2008. | CD макси, CD сингл, винилни сингл |
| Француска            | 25. фебруара 2008. | CD сингл                          |
| Аустралија           | 28. април 2008.    | CD макси                          |
| Уједињено Краљевство | 31. март 2008.     | CD макси, CD сингл, винилни сингл |